# زلتاو
شهر زُلتاو (به آلمانی: Soltau) در ایالت نیدرزاکسن کشور آلمان واقع شده‌است.